# Kepler-37c
Kepler-37c är en extrasolär planet (exoplanet) som upptäcktes av Keplerteleskopet i februari 2013. Med en omloppstid på 21 dygn, ligger den 210 ljusår bort, och kretsar runt sin moderstjärna Kepler-37 i stjärnbilden Lyran. Dess storlek är något mindre än Venus’.